# جزایر ماریانای شمالی
جزایر ماریانای شمالی (به انگلیسی: Northern Mariana Islands) گروه جزیره‌ای است در اقیانوس آرام که از مناطق خودگردان ایالات متحده آمریکا محسوب می‌شود.

## تاریخ
برای نخستین بار فردیناند ماژلان در سال ۱۵۲۱ به عنوان دریانورد اسپانیایی این جزایر را کشف کرد. تا سال ۱۶۶۸ این جزایر خالی از سکنه بود که به تدریج آسیایی‌ها و اروپاییان به این جزایر مهاجرت کردند. سپس مبلغین مسیحی وارد این جزایر شدند تا بومیان این جزایر را که معتقد به عقاید بومی مانند چامورو بودند را به آیین کاتولیک دعوت کنند. حکمرانی این جزیره دست به دست توسط کشورهایی چون اسپانیا، آلمان و ژاپن گشت تا در سال ۱۹۸۶ ادارهٔ این کشور به دست آمریکا افتاد.

## سیاست
در سال ۲۰۰۶ میلادی بنینو فیشال حکمرانی این جزایر را بر عهده گرفت.

## جغرافیا
جزایر ماریانای شمالی یکی از مناطق خودگردان ایالات متحده آمریکا به‌شمار می‌آید.
پایتخت آن سایپان نام دارد، و نزدیک به ۶۳٬۰۰۰ سکنه دارد.
قلمرو همسود جزایر ماریانای شمالی یکی از مناطق تحت سیطرهٔ آمریکاست که دارای خودمختاری نسبی است، جزایر ماریانای شمالی واقع شده در اقیانوس آرام جنوبی، شرق فیلیپین و جنوب ژاپن.
مرکز این منطقه شهر سایپن (Siapan) با ۱۵ هزار نفر جمعیت می‌باشد.
مساحت جزایر ماریانای شمالی ۴۷۷ کیلومتر مربع و جمعیت آن ۸۴٬۵۴۶ نفر است.

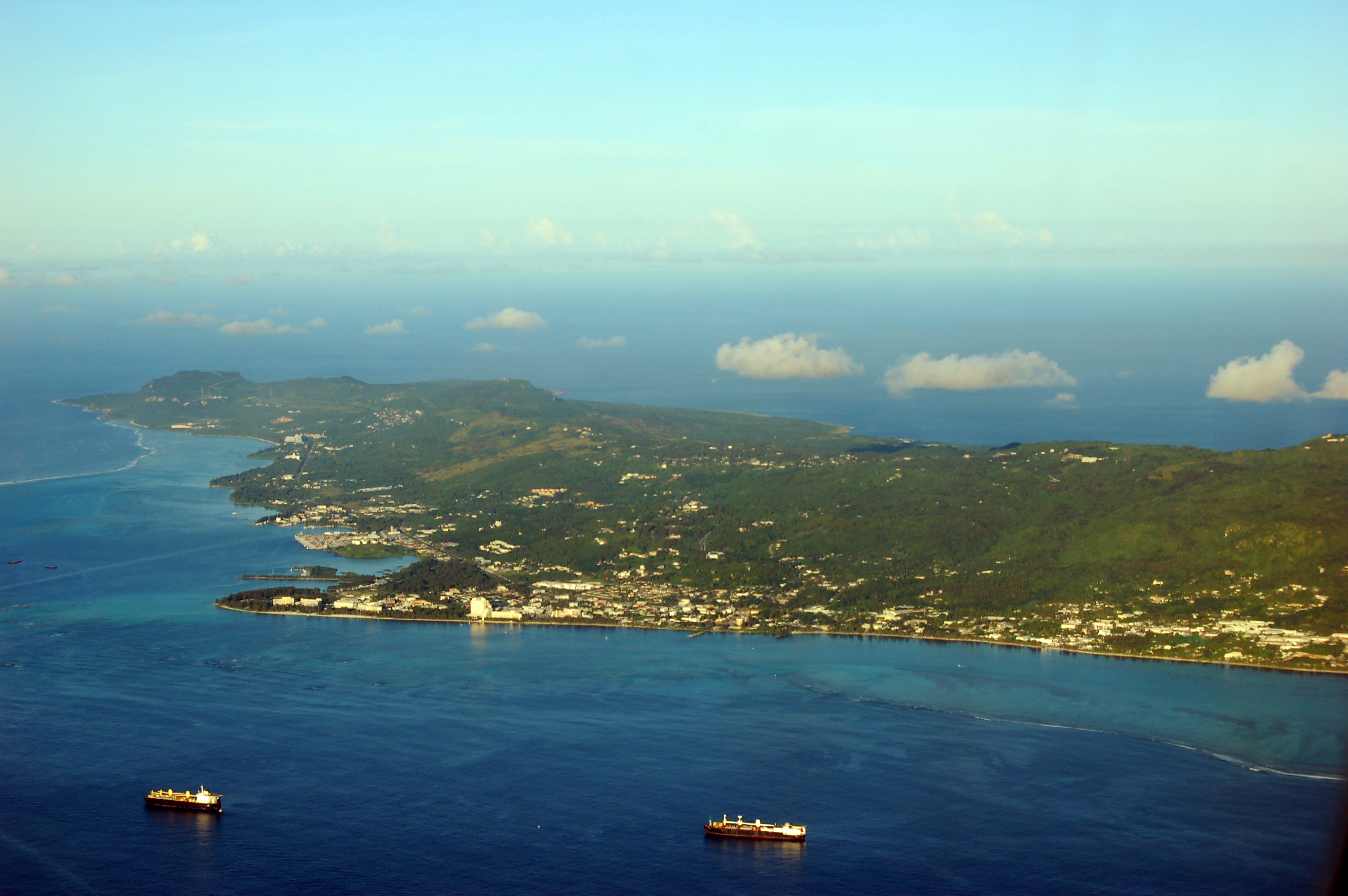
سایپان یک مرکز محبوب گردشگریست

ماریانای شمالی از جزایری چون روتا، سایپن، تینیان، پاگان (جزیره)، گوگوان، آگریهان و آگویخان تشکیل شده‌است.
جزایر ماریانای شمالی شامل ۴ ایالت می‌باشد:
1. جزایر شمالی (Nothern Islands)
2. روتا (Rota)
3. سایپن (Siapan)
4. تینیان (Tinian)

## تقسیمات جغرافیایی
| ردیف | نام جزیره        | مساحت | جمعیت (۲۰۰۵) | جمعیت (۲۰۰۵)      | موقعیت |    |   |             |
| ---- | ---------------- | ----- | ------------ | ----------------- | ------ | -- | - | ----------- |
| ردیف | نام جزیره        | مساحت | ۱            | فارایون د پاخاروس | موقعیت | ،۲ | - | جزایر شمالی |
| ۲    | جزایر مائوگ      | ۲     | -            | جزایر شمالی       |        |    |   |             |
| ۳    | جزیره آسونسیون   |       | -            | جزایر شمالی       |        |    |   |             |
| ۴    | آگریهان          |       | ۹            | جزایر شمالی       |        |    |   |             |
| ۵    | پاگان            |       | -            | جزایر شمالی       |        |    |   |             |
| ۶    | آلاماگان         |       | ۶            | جزایر شمالی       |        |    |   |             |
| ۷    | گوگوان           |       | -            | جزایر شمالی       |        |    |   |             |
| ۸    | زیلاندیا بانک    | -     |              | جزایر شمالی       |        |    |   |             |
| ۹    | ساریگان          |       | -            | جزایر شمالی       |        |    |   |             |
| ۱۰   | آناتاهان         |       | -            | جزایر شمالی       |        |    |   |             |
| ۱۱   | فارایون د مدینیا |       | -            | جزایر شمالی       |        |    |   |             |
| ۱۲   | سایپن            |       | ۶۲٬۳۹۲       | جزایر جنوبی       |        |    |   |             |
| ۱۳   | تینیان           |       | ۳۵۴۰         | جزایر جنوبی       |        |    |   |             |
| ۱۴   | آگویخان          | ۷٫۱۰  | -            | جزایر جنوبی       |        |    |   |             |
| ۱۵   | روتا             | ۸۵٫۳۹ | ۳٬۲۸۳        | جزایر جنوبی       |        |    |   |             |

## مردم
اکثریت نژاد ماریانای شمالی را پالائویی، کارولینایی، میکرونزیایی، ژاپنی، چینی و کره‌ای تشکیل می‌دهند. ۸۰٪ مردم ماریانای شمالی نیز پیرو آیین کاتولیک هستند. زبان انگلیسی زبان رسمی ماریانای شمالی است.

## اقتصاد
واحد پول این کشور نیز، دلار آمریکا با واحد جزء سنت نام دارد. پوشاک از مهم‌ترین صادرات ماریانای شمالی به‌شمار می‌رود. گردشگری نیز از جمله صنایع مهم جزایر ماریانای شمالی است.